# 안녕, 내 사랑 (소설)
안녕, 내 사랑(Farewell, My Lovely)은 1940년에 출판된 레이먼드 챈들러의 소설로, 로스앤젤레스의 사립 탐정 필립 말로가 등장하는 두 번째 소설이다. 세 번이나 스크린에 각색됐고, 무대와 라디오에도 각색됐다.

## 등장인물
- 필립 말로
- 중위 널티
- 중위 칼 랜달
- 무스 말로이
- 부인. 제시 플로리안
- 린지 메리어트
- 줄스 암토르
- 박사. 존더보그
- 씨. 르윈 록리지 그레이일
- 부인. 벨마 발렌토(Velma Valento)라고도 알려진 르윈 록리지 그레이일(Lewin Lockridge Grayle)
- 레어드 브루넷
- 앤 리오단
- 존 왁스

## 문화적 참조
겟 카터의 오프닝 타이틀 이후 첫 번째 장면에서는 마이클 케인이 연기한 캐릭터가 책의 문고판을 읽고 있는 모습이 보인다.
TV 시리즈 보어드 투 데스(Bored to Death)의 오프닝 에피소드에서 제이슨 슈워츠먼이 연기한 조나단 에임스(Jonathan Ames)라는 캐릭터는 책을 읽은 후 영감을 받아 사립 탐정이 되었다.